# Veiholmen
Veiholmen är en tidigare tätort i Smøla kommun i Møre og Romsdal fylke i västra Norge. Orten ligger vid änden av fylkesväg 6200, på en liten holme med samma namn samt intilliggande öar, norr om kommunens centralort Hopen. Den utgör fylkets nordligaste bebyggelse.
Sedan 2004 räknas orten inte längre som en tätort.
Tidigare har orten tillhört dåvarande Edøy kommun, därefter dåvarande Hopens kommun.